# Toxicoscordion fontanum
Toxicoscordion fontanum là một loài thực vật có hoa trong họ Melanthiaceae. Loài này được (Eastw.) Zomlefer & Judd mô tả khoa học đầu tiên năm 2002.